# Зимові Паралімпійські ігри 2002
Зимові Паралімпійські ігри 2002 відбулись у Солт-Лейк-Сіті, США, з 7 березня по 16 березня. Вони стали восьмими Зимовими Паралімпійські іграми.

## Види спорту
- Лижні перегони
- Гірськолижний спорт
- Лижні перегони
- Хокей на санях

## Таблиця медалей
Легенда
      Країна-господар
Топ-10 неофіційного національного медального заліку:
| Місце | Країна        | Золото | Срібло | Бронза | Загалом |
| ----- | ------------- | ------ | ------ | ------ | ------- |
| 1     | Німеччина     | 17     | 1      | 15     | 33      |
| 2     | США           | 10     | 22     | 11     | 43      |
| 3     | Норвегія      | 10     | 3      | 6      | 19      |
| 4     | Австрія       | 9      | 10     | 10     | 29      |
| 5     | Росія         | 7      | 9      | 5      | 21      |
| 6     | Канада        | 6      | 4      | 5      | 15      |
| 7     | Швейцарія     | 6      | 4      | 2      | 12      |
| 8     | Австралія     | 6      | 1      | 0      | 7       |
| 9     | Фінляндія     | 4      | 1      | 3      | 8       |
| 10    | Нова Зеландія | 4      | 0      | 2      | 6       |